# Carl Andersson (skulptör)

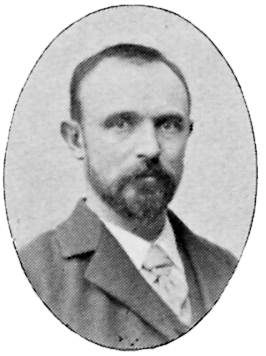
Carl Andersson

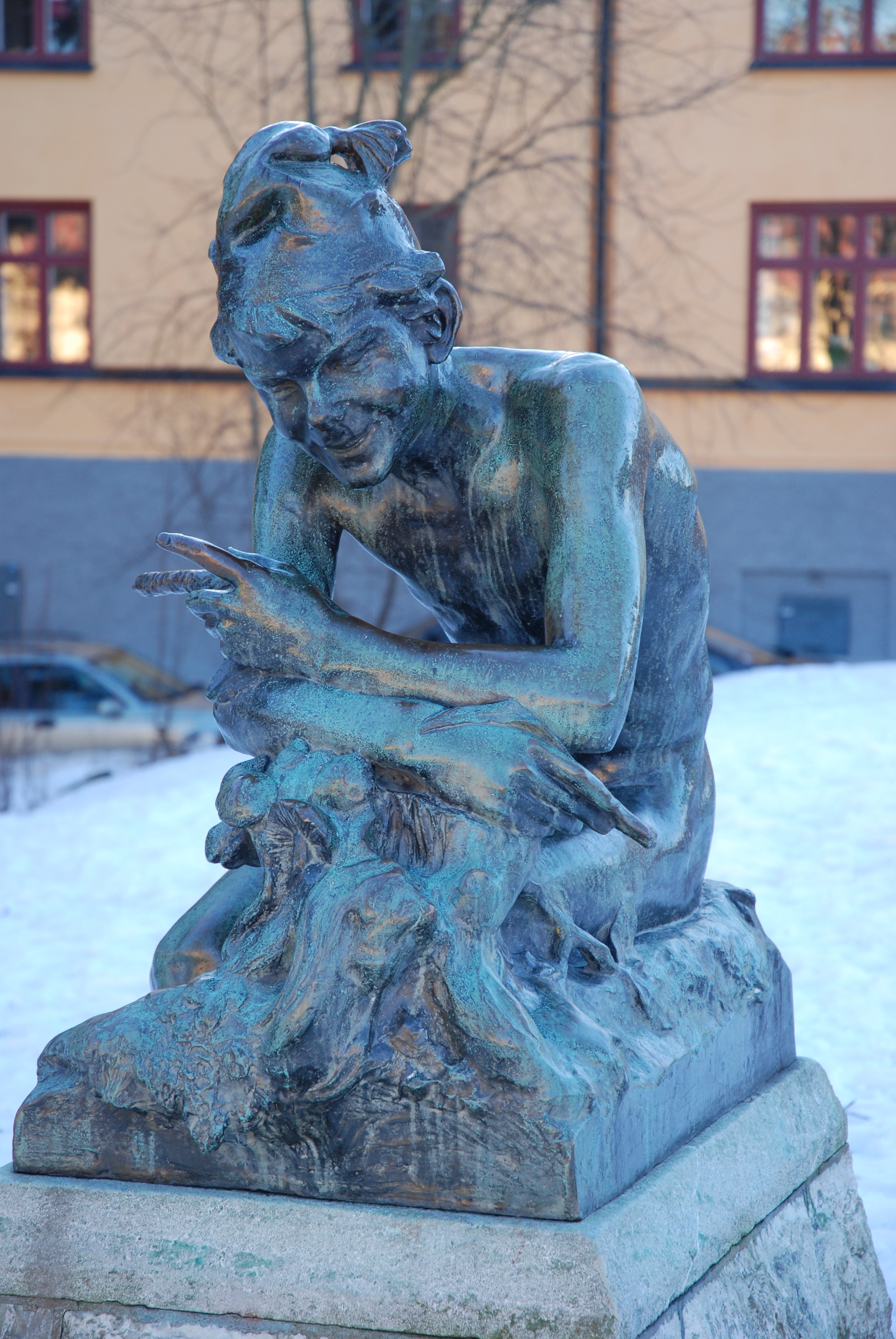
Puck i Midsommarkransen

Karl Gustaf Andersson, född 21 augusti 1859 i Vada socken, Stockholms län, död 5 september 1928 i Kungsholms församling, Stockholm, var en svensk skulptör. 

## Biografi
Andersson studerade skulptur vid Konstakademien i Stockholm 1879-1885. Hans konst består av porträttbyster, reliefer och friskulpturer. För kungliga teaterns fasad utförde han fyra allegoriska statyer föreställande antik och modern dans och för teaterns vestibul. Han utförde porträttbyster av Hjalmar Branting och riksdagens talman Herman Lindqvist. Han medverkade i ett stort antal utställningar bland annat medverkade han i Svenska konstnärernas förenings utställning i Göteborg 1891 och på Liljevalchs skulpturutställning 1921. Andersson finns representerad vid bland annat Nationalmuseum i Stockholm.

## Offentliga verk i urval
- Puck, brons, 1911, Aprilgatan, kvarteret Julikullen, i Midsommarkransen i Stockholm
- två reliefer i muren vid entrégrindarna till Naturhistoriska riksmuseet i Stockholm, brons, 1916